# Indalecio Prieto
Indalecio Prieto Tuero (Oviedo, 30 de abril de 1883—Cidade do México, 11 de fevereiro de 1962) foi um político socialista espanhol.

## Origens
Nascido em Oviedo (Espanha), de origem humilde, muito pronto marchou viver a Bilbau, onde estudou num centro religioso protestante. Autodidata, viu-se obrigado a trabalhar desde muito novo nos mais diversos ofícios. Iniciou a sua vida laboral como taquígrafo no diário La Voz de Bizcaya. Com apenas quatorze anos começou a assistir ao "Centro Operário de Bilbau", onde se relacionou com os socialistas, e ingressou em 1899 na Agrupação Socialista de Bilbau. Já tornado em jornalista, começou a trabalhar como redator do diário El Liberal, do qual com o tempo chegaria a ser diretor e proprietário, que seria o porta-voz das suas opiniões políticas.

## Entrada na política
Como jornalista, na primeira década do século XX, Prieto torna-se em figura destacada do socialismo no País Basco. Neste trabalho aprendeu os recursos da oratória que tão importantes foram na sua carreira política posterior. Foi fervente partidário da colaboração eleitoral com os republicanos, através da qual conseguiu os seus primeiros cargos públicos —deputado provincial por Biscaia em 1911— para o que teve de enfrentar o núcleo socialista contrário, liderado por Facundo Perezagua, ao que expulsou do partido em 1914. Foi eleito vereador do Município de Bilbau em 1917.
É este um período pontuado pela Primeira Guerra Mundial, na que Espanha se manteve neutral, o que reportou grandes benefícios à indústria e ao comércio espanhóis. Mas estes benefícios não se viram refletidos nos salários dos operários, pelo qual foi-se gerando uma grande agitação social, que culminou a 13 de agosto de 1917 com o começo de uma greve geral revolucionária que, frente do temor da repetição na Espanha dos feitos acontecidos na Rússia por essas datas, foi reprimida duramente mediante a intervenção do exército e da detenção em Madrid do comitê de greve. Prieto, envolvido na organização desta greve, fugiu para França antes de ser detido e já não voltaria até o mês de abril de 1918, após ter sido eleito deputado.
Muito crítico com a atuação do governo e do exército na Guerra de Marrocos, teve frases muito duras nas Cortes por ocasião do denominado Desastre de Annual de 1921, bem como sobre a mais que provável, embora não provada, responsabilidade do rei na imprudente atuação militar do general Fernández Silvestre nas operações da zona da comandância de Melilha.

## Dirigente do PSOE

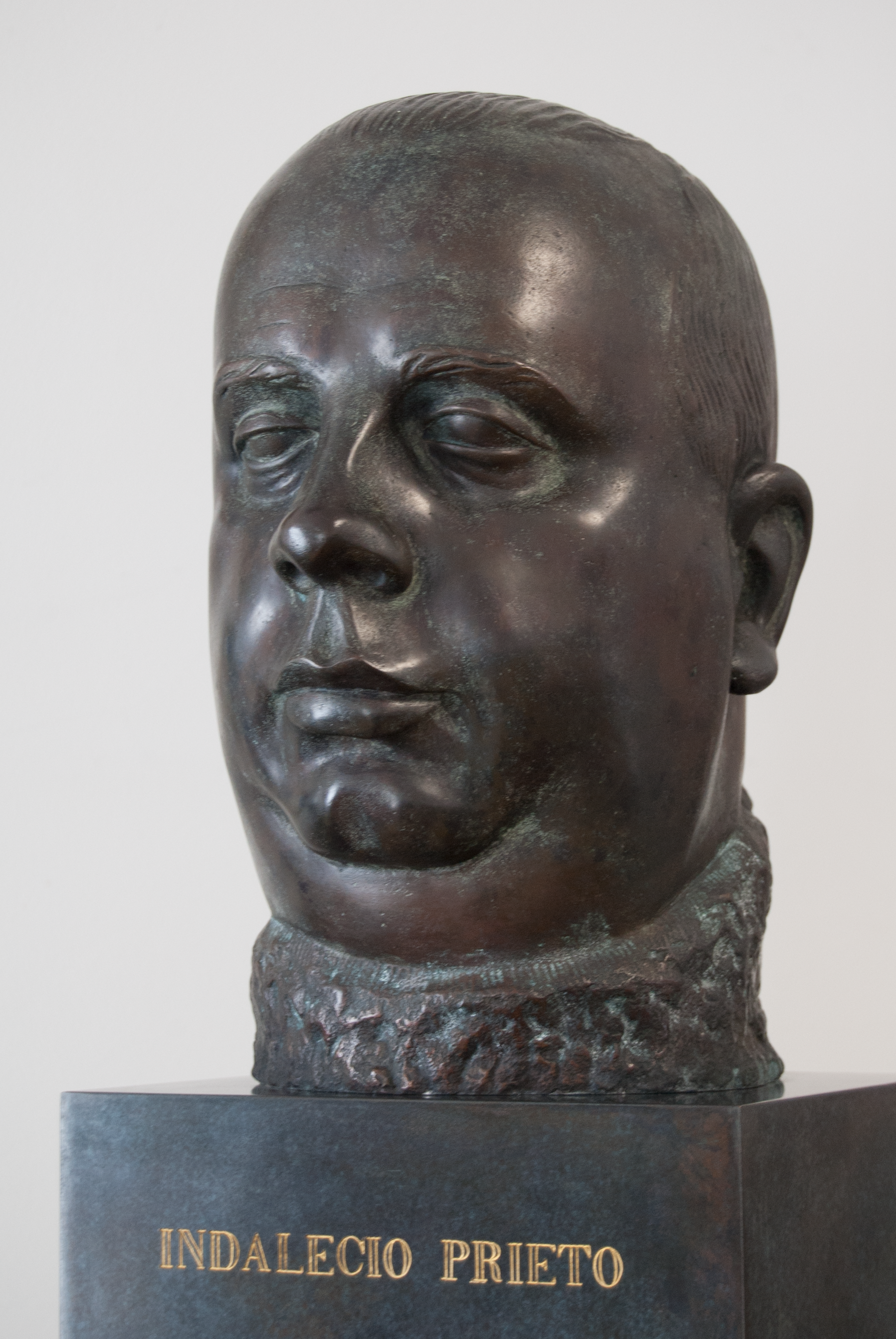
Indalecio Prieto (Juan Cristóbal, 1926).

A sua fama como parlamentar aumentou em paralelo à sua influência no partido, entrando na Executiva do PSOE. Contrário à incorporação do partido à Terceira Internacional, permaneceu no PSOE após a cisão do Partido Comunista em 1921—1922.
Oposto à linha de Francisco Largo Caballero de colaboração do seu partido com a ditadura de Primo de Rivera, decorreram azedos confrontos entre ambos, o que o levou a afastar-se da direção do partido. Neste senso, sempre representou a ala mais política e parlamentar do partido, frente ao radicalismo sindical de Largo Caballero.
No final da ditadura tomou partido pela República como saída à crise do país, chegando a comparecer, a título pessoal, frente da oposição de Julián Besteiro, na formação do chamado Pacto de São Sebastião em agosto de 1930, formado por uma ampla coligação de partidos republicanos que se propunha acabar com a monarquia. Nesta questão, porém, sim que contou com o apoio da ala liderada por Largo Caballero, pois este cria que a queda da monarquia era o único caminho com o qual, nesses momentos, o socialismo poderia atingir o poder.

## A Segunda República

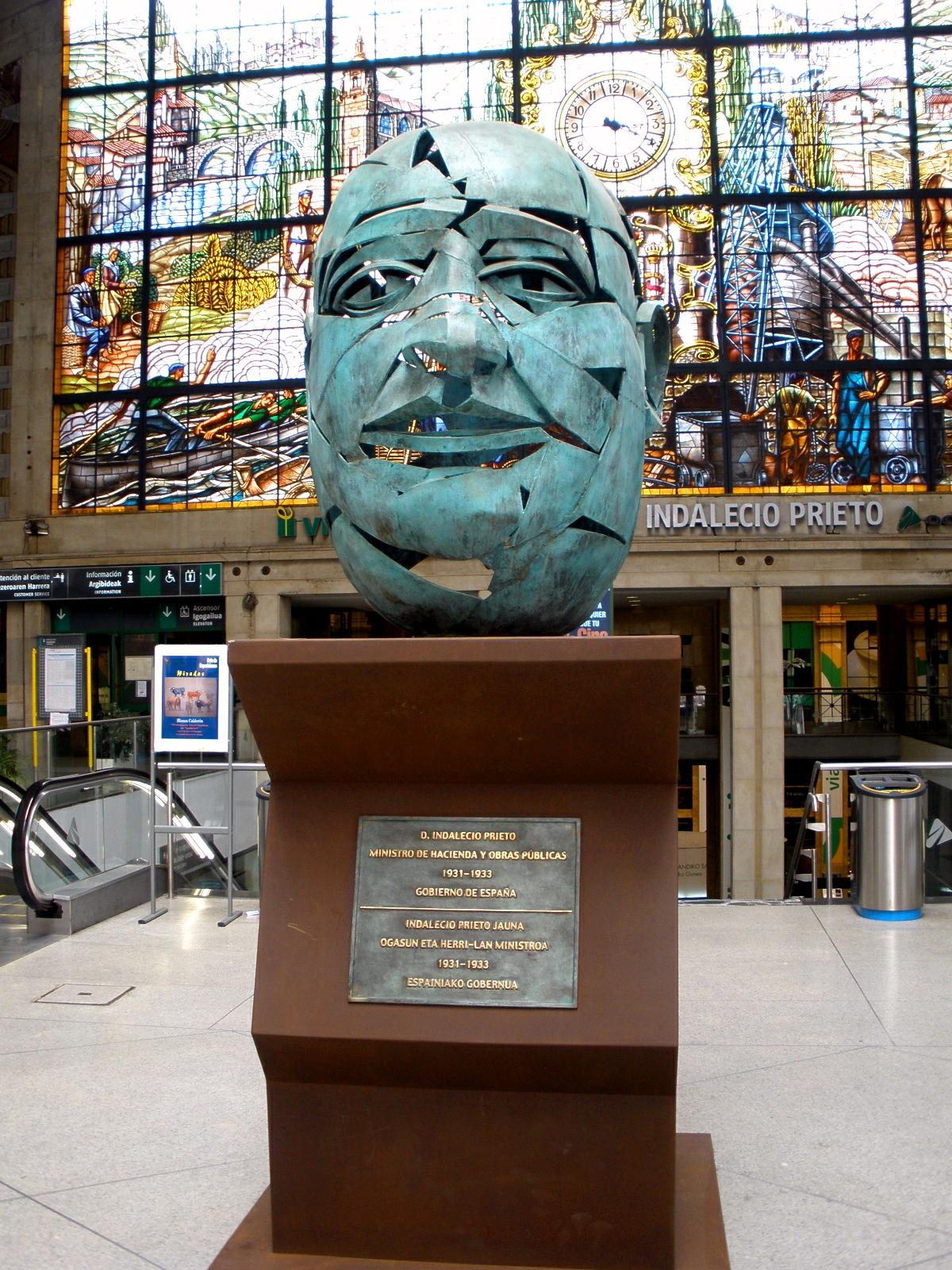
Bilbao, um monumento de Indalecio Prieto

Proclamada a II República a 14 de abril de 1931, Prieto foi designado ministro de Fazenda do Governo provisório presidido por Niceto Alcalá-Zamora e participou nos primeiros gabinetes da República, ocupando as carteiras de Fazenda (abril—dezembro de 1931) e Obras Públicas (até setembro de 1933), sendo Chefe de Estado Alcalá-Zamora e Chefe de Governo Manuel Azaña.
Como ministro de Fazenda, assinou a entrega da Casa de Campo ao município de Madrid para uso dos seus vizinhos, e teve de fazer face às repercussões da crise internacional na economia espanhola, mantendo-se numa estrita ortodoxia liberal. Em que pese a tudo, afrontou a oposição dos empresários, que desconfiavam dele, e a do Banco de Espanha, que se resistia a uma maior intervenção do Estado neste organismo.
Sendo ministro de Obras Públicas, continuou e ampliou a política de obras hidroelétricas iniciadas à época da ditadura de Primo de Rivera, bem como um ambicioso plano de melhora de infra-estruturas em Madrid, como a das ligações ferroviárias, a construção de uma nova estação em Chamartín e o túnel de ligação, sob o solo de Madrid, entre esta estação e a de Atocha (que a imprensa opositora batizou como Túnel da Risa, nome que chega até a atualidade), obras estas que não veriam a luz até muitos anos depois, como consequência da guerra civil.

## O golpe revolucionário de 1934
A crise de setembro de 1933 provocou a saída dos socialistas do Governo e que concorressem em solitário às eleições de novembro. A vitória eleitoral do centro-direita e a possibilidade de a CEDA aceder ao poder orientou o socialismo espanhol a preparar a insurreição de outubro de 1934, movimento no que Prieto teve uma participação muito ativa.
A sua própria opinião sobre o golpe revolucionário e a sua participação em ele, a expôs publicamente com toda sinceridade anos depois numa conferência pronunciada no México e editada mais tarde num livro da sua autoria:
| “ | Declaro-me culpável frente da minha consciência, frente do Partido Socialista e perante Espanha inteira, da minha participação naquele movimento revolucionário [de outubro de 1934]. Declaro-o como culpa, como pecado, não como glória. Sou isento de responsabilidade na gênese daquele movimento, mas tenho-a plena na sua preparação e desenvolvimento. Por mandato da minoria socialista, teve eu de anunciá-lo sem rodeios desde a minha cadeira do Parlamento. Por indicações, teve de traçar no Teatro Pardiñas, a 3 de fevereiro de 1934, numa conferência que organizou a Juventude Socialista, o que cri que devia ser o programa do movimento. E eu –alguns que me estão escutando de muito perto, sabem a que me refiro– aceitei missões que evitaram outros, porque após elas assomava, não apenas o risco de perder a liberdade, mas o mais doloroso de perder a honra. Contudo, assumi-as. | ” |

O insucesso do movimento revolucionário conduziu novamente ao exílio e abriu a brecha entre “caballeristas” e “prietistas “pelo controle do PSOE e a estratégia a seguir: Prieto representava um ponto de vista moderado dentro do partido e apoiava a colaboração com os republicanos de esquerda para voltar ao poder e como garantia de estabilidade das instituições republicanas. Assim, opôs-se às veleidades revolucionárias à esquerda do partido -refletidas pelo diário Claridad- à radicalização das juventudes e à colaboração com o PCE e a CNT.

## A Guerra Civil
Prieto era um firme convencido de que a situação política e social da Espanha em 1936 necessariamente terminaria numa guerra civil, e assim o escreveu e publicou em diversas ocasiões ao longo da Primavera de este ano.
Iniciada a guerra, em setembro de 1936, após a queda de Talavera de la Reina, Largo Caballero converteu-se em Presidente do Governo, sendo nomeado Prieto ministro de Marinha e do Ar.
Após os acontecimentos revolucionários de maio de 1937 em Barcelona, caiu o gabinete Largo Caballero e formou governo Juan Negrín, em princípio afim à sua política, sendo Prieto designado ministro de Defesa Nacional, embora, no seu foro íntimo, reconhecesse que a guerra não podia ser ganha por carecer a República do apoio das potências democráticas (durante o seu ministério, o acesso marítimo para os fornecimentos soviéticos ficou cortado pelos ataques dos submarinos italianos e a fronteira francesa estava fechada).
Após a queda do Frente Norte em outubro, apresentou a demissão, que não lhe foi aceita,; porém, em março de 1938, após o derrube da frente de Aragão e os seus confrontos com Negrín e com os ministros comunistas, saiu do governo.

## O exílio
Afastou-se da política ativa o restante da guerra, embora aceitasse uma embaixada extraordinária em vários países da América do Sul, onde lhe surpreendeu o fim da guerra. Desde o seu exílio no México chefiou a fração majoritária do Partido Socialista. Em 1939 a Junta de Auxílio aos Republicanos Espanholes (JARE) foi fundada, tendo por finalidade o administrar os fundos de ajuda para os exilados republicanos e que Indalecio Prieto lideraria. Em 1945 entrou a fazer parte do governo da República no exílio. No congresso de Toulouse do PSOE em 1946 triunfaram as suas teses: condenação de Negrín e a sua política, fervente anticomunismo e colaboração com os monárquicos para restaurar a democracia na Espanha. Contudo, a consolidação do regime franquista invalidou os seus projetos e levou-o a demitir do seu posto da executiva em novembro de 1950. Morreu no México em 1962.
De si mesmo disse que se sentia "socialista por liberal".
Durante a sua estadia no México escreveu vários livros, entre eles: "Palabras al viento" (Palavras ao vento) (1942), Discursos en América (1944) e já no final da sua vida Cartas a un escultor: pequeños detalles de grandes acontecimientos (1962).